# Margodadi (Seyegan)
Margodadi is een bestuurslaag in het regentschap Sleman van de provincie Jogjakarta, Indonesië. Margodadi telt 8130 inwoners (volkstelling 2010).